# Damir Matulović
Damir Matulović (Spalato, 16 gennaio 1976) è un allenatore di calcio ed ex calciatore croato, di ruolo centrocampista, tecnico dell'Hajduk Spalato femminile.

## Carriera

### Allenatore
Il 29 ottobre 2024 succede a Joško Španjić alla guida della squadra femminile dell'Hajduk Spalato, firmando un contratto valido fino all'estate del 2026. Debutta sulla panchina delle Hajdučice il 3 novembre, in occasione del match di campionato vinto contro il Neretva (12-0).

## Palmarès

### Giocatore
- Druga hrvatska nogometna liga: 1

Sebenico: 2005-2006